# Ziprasidon
Ziprasidon, tillhörande klassen atypiska antipsykotika är ett neuroleptikum introducerad år 2000. Ziprasidon är ämnat mot schizofrena störningar och kan även användas som stämningsstabiliserande vid bipolär.

## Historia
Under sent 80-tal forskades ziprasidon fram på syntetisk väg av läkemedelsbolaget Pfizer. Ziprasidon skulle till receptorprofilen inneha kraftig blockad av serotoninreceptorn 5-HT2C. År 1987 började kemisten Johan Adam Lowe utveckla fram den kemiska substansen och var en del likt i sin kemi med Risperidon. Substansen befarades ganska snart cancerframkallande men Harry Howard löste problemet genom att tillföra en kloratom och stabiliserade denna molekyl vid centralforskning campus i Groton, Connecticut.
Ziprasidon är ett bensisotiazolderivat. Ziprasidon har liknande kemi som risperidon. Ziprasidon var tänkt som ett alternativ till klozapin. År 1997 stod det klart att substansen skulle marknadsföras under handelsnamnet Zeldox.
Patentet utfärdades till Pfizer år 1989. Klinisk prövning fas I började år 1995. Mellan 23 maj 1995 och 16 juli 1995 utfördes en första studie med ziprasidoninjektioner. Sedan 19 mars 1997 utfördes första studien med kapslar. Korta tester med kapslar i olika perioder varade fram till 11 februari 1998.
Sverige var först i världen sommaren 1998 med att godkänna ziprasidon. I mitten av augusti 2000 kom i Sverige injektionsberedning igång på sjukhus. Sverige var det första EU-land som till dess fullt ut godkänt ziprasidon för båda beredningsformerna: kapslar och injektion.
Det marknadsfördes i första landet Sverige med startdatum 14 september 2000. Lite senare, i februari och april år 2001 upplyste läkemedelsverket om ziprasidon i sina informationsblad.
Ziprasidon blev det första atypiska neuroleptika tillgängligt som intramuskulär injektion.
FDA för USA:s del hade utfärdat år 1998 ett icke-godkännande-brev där det återfinns citat som att medicinen hör till dem med QT-förlängning och att det inte uppvisats tillräcklig nytta av ziprasidon över redan marknadsförda tillgängliga läkemedel. FDA krävde ytterligare kliniska prövningar för ifall ziprasidon skulle bli aktuellt i USA. FDA granskade och undersökte all data kring medicinen noggrant hösten 2000. I kliniska prövningar hade det förekommit att patienter fått doser 200-240 milligram per dag, Men man fastslog att maximal daglig dos för ziprasidon skulle få vara 160 milligram. Den 5 februari 2001 godkändes ziprasidon av FDA i USA. I mars 2001 kom försäljning igång i USA. Sedan mars 2001 fram till augusti 2001 hade 100 000 utskrivningar av ziprasidon i USA redan skett.
Den 25 februari 2002 var ziprasidon godkänd i 31 länder runtom i världen och den 4 mars 2002 kom även godkännande i Danmark. Den 1 november 2005 var Zeldox godkänt i 11 av EU:s medlemsstater.
Sedan 2005 blev Ziprasidon mer associerat för att behandla mani och även som lösning för att förhindra viktuppgångar som ofta sker på de andra antipsykotiska läkemedlen (bland annat på grund av mindre metabol påverkan i form av förhöjda kolesterol- och insulinnivåer). Godkännandet var baserat på 3 studier som inkluderat 853 patienter och man märkte att ziprasidon hade snabb symtomlindring på området mani också. Till år 2009 fanns ziprasidon i över 80 länder och försäljning omfattande 1 miljard US-dollar.
En överblick för 2014 visade att ziprasidon inte var en stor medicin i Sverige, olanzapin var bland dem som hade växt sig störst, men även quetiapin.

## Användning
Ziprasidon är ämnat schizofreni. Ziprasidon används också för att behandla mani som kan förekomma vid bipolär sjukdom. Under år 2005 blev ziprasidon godkänt i Sverige för behandling av mani vid t.ex. bipolär sjukdom. Det fanns andra läkemedel med god effekt på mani, men de hade ofta biverkningar som viktökning efter långtidsanvändning. Godkännandet för ziprasidons del var baserat på 3 placebokontrollerade studier som inkluderat 853 personer.
Det är möjligt att ziprasidon kan fungera vid depression genom att inneha antidepressiv effekt.

## Effektivitet
I en jämförande studie från 2013 där 15 antipsykotiska mediciner studerades avseende effektivitet i behandling av schizofrena symtom, visade ziprasidon mild–standard effektivitet.
I en studie på 52 veckor vid behandling av mani skedde återfall i mani bland cirka 6 procent. I en annan studie på 12 veckor så hade ziprasidon likvärdig effektivitet med amisulprid för behandling av negativa symtom var och effektivare än haloperidol gällande negativa symptom av schizofreni.

## Farmakologi
Farmakologerna och forskarkemister som  syntetiserade ziprasidon sa inte alls invecklat kring dess farmakologi och vilka receptorer som ingår och dess aktivitet vid dem har varierat som kommer från olika bedömare. Men vad farmakologerna hos Pfizer kunde medge om dess farmakologi är att ziprasidon är en 5-HT2A-receptor och dopamin D2-receptor antagonist (D2-receptorantagonism kopplad med 5-HT2A-receptorantagonism). De medgav vidare att Ziprasidon aktiverar 5-HT1A-receptorn och blockerar 5-HT1D-receptorn med båda hög affinitet. De säger att aktiviteten vid dessa  5-HT1-receptorer är associerade med antidepressiva och anxiolytisk aktivitet med ziprasidon.  Ziprasidon ska hämma måttligt upptaget av serotonin och noradrenalin till hjärnans synaptosomer. Hämning av 5-HT och upptag av noradrenalin ska kunna associeras till antidepressiv effekt med ziprasidon. Farmakologerna hos Pfizer medgav sedan slutligen att Ziprasidon blockerar 5-HT2C-receptorn, det ska inte vara stimulering på den receptorn, och detta beskrivs som en egenskap som potentiellt kan ge antipsykotisk aktivitet. Det ska ha lägre affinitet till histamin H1-receptorn och alfa1-adrenoreceptorer.
Ziprasidon har en kemisk struktur som liknar risperidon. Även i likhet med risperidon har ziprasidon höga antagonistiska effekter på vissa av serotoninreceptorerna och även av dopaminreceptorerna. Blockad av 5-HT2-receptorer har ansetts kunna minska extrapyramidala bieffekter (EPS). Aktivering av 5-HT1A-receptorn kan också minska extrapyramidala bieffekter (EPS) samt blockad av muskarina kolinerga receptorer. Med hur ziprasidon gör så ligger det väldigt fokus runt 5-HT2-receptorerna med väldigt stark antagonistisk verkan och kan därför reducera extrapyramidala bieffekter (EPS). Ziprasidon aktiverar 5-HT1A-receptorn och det minskar då också EPS.
Ziprasidon är en återupptagshämmare av serotonin, dopamin och noradrenalin. Hämningen gör att signalsubstanserna finns kvar längre i synapsen.

### Farmakokinetik
Ziprasidon har en genomsnittlig halveringstid på cirka 6 timmar och dess orala biotillgänglighet är cirka 60 %, men blir förstärkt vid intag av mat ihop med medicinen. Jämviktskoncentration nås under slutet av andra dagen förutsatt att man doserat 2 gånger dagligen ihop med föda. Intag av föda i samband med ziprasidon ökar dess upptag. En måltid på 500 kcal medförde ökat upptag av ziprasidon.

## Biverkningar
Enligt FASS är följande de vanligaste biverkningarna:
- onormala rörelser, inklusive ofrivilliga rörelser, muskelstelhet, långsamma rörelser, skakningar, allmän svaghetskänsla och trötthet
- sömnighet
- huvudvärk
- yrsel
- förstoppning, illamående, matsmältningsbesvär, muntorrhet, ökad salivmängd
- dimsyn

Ziprasidons låga antagonism av histamin H1-receptorer (histaminerg receptor) förutspår i allmänhet små mängder av sedering; låg affinitet för alfa1-adrenoreceptorer tyder på att ziprasidon är mindre benägen att framkalla ortostatisk hypotension och sedering; ingen signifikant affinitet för muskarina kolinerga receptorer förutspår en låg benägenhet för antikolinerga biverkningar såsom muntorrhet, dimsyn, grundlag tagande, takykardi och kognitiv dysfunktion. Atypiska antipsykotika förmedlar viktökning, men Ziprasidon är ett så metaboliskt vänligt läkemedel.
Läkemedel som blockerar 5-HT2C-receptorer är ofta förknippade med viktuppgång. Ziprasidon omnämns för att vara den som blockerar 5-HT2C-receptorn väldigt kraftigt men som förvånansvärt ändå inte överrepresenterade viktökning. Det har framförts att blockering av 5-HT1D-receptorn och samtidigt noradrenalin och serotonin återupptags hämmande lär bidra till medlets frånvaro med viktuppgång samt medlets anxiolytika och antidepressiva egenskaper.
Ziprasidon är partiell agonist på 5-HT1B-receptorn, vilket betyder att den aktiverar receptorn men bara ger ett partiellt fysiologiskt svar. Att aktivera 5-HT1B brukar göra att aptiten minskar. Det är inte vanligt bland antipsykotiska läkemedel att aktivera 5-HT1B-receptorn, ziprasidon är ensam om det bland antipsykotiska läkemedel som vanligen blockerar 5-HT1B-receptorn.

## Icke-godkänd användning
Icke-godkänd användning eller s.k. off label-förskrivning av ziprasidon förekommer. Ziprasidon har en SNRI-aktivitet. Ziprasidon har även fått behandla mani i syfte att förhindra depressioner. Mani är kopplat till att senare kunna mynna ut i depression (dock är ziprasidon främst ett atypiskt antipsykotikum). 
Ziprasidon är godkänt för att användas vid mani i samband med bipolärt syndrom. Att använda det på lång sikt för att förhindra en depression är egentligen endast tillåtet till personer med mani i samband med ett bipolärt syndrom och ej till enbart deprimerade.
Nyligen blev Pfizer föremål i domstol för blivit misstänkt för att driva off label-förskrivning av Zeldox. De som anklagat hade misslyckats få fram hårda bevis för detta i tingsrätten och handlingar kunde tas ner från bordet. Det handlade om anklagelser om mutor och off label-förskrivning för fler områden, bland annat till barn.
Läkemedelsbolaget Pfizer säger att det finns strikt policy för att motverka främjandet att Geodon skulle falla offer för en off label-förskrivning och att det vidtas åtgärder avsedda att förhindra säljrepresentanter att tjäna incitament-ersättning för försäljning av läkemedlet inom off label-förskrivning.
I USA har ziprasidon en "black box-varning" för ökad risk för dödsfall hos äldre patienter.

## Kritik
FDA (U.S. Food and Drug Administration) blev besvikna på Pfizer och den otillräckliga övervakningen av företaget. Det var i samband med att Pfizer skulle få godkänt av FDA för att behandla tonåringar (13-17 år) som har bipolärt syndrom med medlet.
FDA antydde det senare i likhet med ett "brott". FDA hade sänt ut granskare efter att någon rapporterat och flera kliniska forskare hade gett stora överdoser, antagligen bland annat på de personer som inte blev bättre av medicinen.
En del personer hade inte fullföljt studierna på grund av överdoserna eftersom det förekom svår trötthet och fysiska kroppsrörelser. Medlets säkerhet bland tonåringar kunde inte fastställas. Det misslyckades att få det godkänt av FDA på grund av orimligt höga doser.

## Namn
Läkemedel med ziprasidon som den aktiva substansen marknadsförs i Sverige och övriga Europa under namnet Zeldox, och i andra delar av världen som Geodon men även Zypsila. Patentet upphörde i Sverige våren 2013, så det finns generiska läkemedel med ziprasidon.